# Bagrichthys macropterus
Bagrichthys macropterus är en fiskart som först beskrevs av Bleeker, 1853.  Bagrichthys macropterus ingår i släktet Bagrichthys och familjen Bagridae. Inga underarter finns listade.